# Johann Schober
Johann Schober (ur. 14 listopada 1874 w Perg, zm. 19 sierpnia 1932 w Baden) – prawnik, polityk austriacki, kanclerz Austrii w latach 1921–1922 i 1929–1930, wicekanclerz w latach 1930–1932, pierwszy prezydent Interpolu w latach 1923–1932. 

## Życiorys
Po ukończeniu studiów prawniczych w Wiedniu w 1898 r. rozpoczął służbę w policji austriackiej odnosząc tam spore sukcesy (przez pewien czas był przydzielony do Ministerstwa Spraw Wewnętrznych). W czerwcu 1918 r., krótko przed upadkiem Austro-Węgier został szefem policji w Wiedniu, na którym to stanowisku pozostał do 1932 r. (z przerwami na pełnienie funkcji rządowych). Pozostanie na stanowisku jesienią 1918 r. zawdzięczał swemu umiarkowaniu oraz deklarowanej lojalności wobec powstającej republiki, choć zapewnił wówczas bezpieczny wyjazd z kraju rodzinie cesarskiej. W grudniu 1918 powierzono mu także kierownictwo austriackich służb bezpieczeństwa.
Zdobywał stopniowo uznanie na arenie publicznej jako osoba dbająca o spokój i porządek publiczny. W czerwcu 1921 r., mimo że nie był członkiem żadnej z partii rządzących, został kanclerzem Austrii z nadania Austriacką Partię Chrześcijańsko-Społeczną (CS) i jej prawicowych partnerów, stając na czele rządu uformowanego w większości z bezpartyjnych urzędników. Pełniąc wówczas również funkcję ministra spraw zagranicznych doprowadził do podpisania w Lány traktatu granicznego z Czechosłowacją. Mimo iż, jego zdaniem, zapewniał on prawa mniejszości niemieckiej w Czechosłowacji, to spowodowało w styczniu 1922 r. upadek rządu za sprawą sprzeciwu stronnictwa wszechniemieckiego. Schober pozostał jednak kanclerzem, formując nowy rząd, w którym pełnił także funkcję ministra spraw wewnętrznych, który przetrwał jednak tylko kilka miesięcy (do maja 1922 r.).
Powrócił wówczas do pracy w policji, gdzie realizował liczne przedsięwzięcie mające na celu zarazem poprawę jej funkcjonowania, jak i odsunięcie od wpływów lewicowych. W 1923 r. został pierwszym prezydentem powstałego wówczas Interpolu (pozostał na tym stanowisku do śmierci). Jego reputacja jako urzędnika i polityka umiarkowanego ucierpiała mocno w 1927 r., gdy jako szef policji był współodpowiedzialnym za krwawe stłumienie protestów robotniczych w Wiedniu (od strzałów policji i wojska padło 15 lipca 1927 r. 89 zabitych).
Od września 1929 r. Schober ponownie pełnił funkcje kanclerza i ministra spraw zagranicznych (wsparła go wówczas m.in. Heimwehr). W tym okresie swoich rządów ukończył reformę konstytucyjną (przyznającą więcej uprawnień prezydentowi, 1929) i uzyskał umorzenie reparacji wojennych (1930). Starał się także doprowadzić do skupienia uwagi na próbach złagodzenia objawów wielkiego kryzysu, a osłabienia walki politycznej w Austrii – zaproponował m.in. rozbrojenie organizacji paramilitarnych (lewicowy Republikanischer Schutzbund i prawicowa Heimwehr), co spowodowało jednak ostrą reakcję Heimwehry. Wydalenie z kraju jednego z jej liderów zaogniło konflikt z kanclerzem, w efekcie we wrześniu 1930 r., Schober został zastąpiony na stanowisku kanclerza przez Carla Vaugoina.
W wyborach parlamentarnych w 1930 r. Schober stanął na czele listy Narodowego Bloku Gospodarczego i Landbundu, która zdobyła 19 mandatów. Od grudnia 1930 do stycznia 1932 pełnił funkcje wicekanclerza i ministra spraw zagranicznych w rządach trzech kolejnych kanclerzy. Prowadził wówczas tajne rokowania dotyczące wprowadzenia unii celnej z Niemcami, do czego jednak nie doszło z powodu sprzeciwu Francji, Włoch i Czechosłowacji po ujawnieniu planu podpisania traktatu przez prasę (1931).
Schober w okresie I Republiki pozostawał jedną z ważniejszych postaci areny politycznej Austrii. Nienależący do żadnego stronnictwa (dopiero w 1932 startował w wyborach na czele własnej Austriackiej Partii Gospodarczej), ale reprezentujący tendencje prawicowe, osiągał znaczne sukcesy na arenie międzynarodowej podczas pełnienia funkcji kanclerskich. Jego stanowisku na arenie politycznej sprzyjała też funkcja szefa wiedeńskiej policji, czemu zawdzięczał dostęp do wielu informacji oraz dobre kontakty z mediami.